# ヴィヴィアン佐藤
ヴィヴィアン佐藤は、日本の非建築家、アーティスト、イラストレーター、パーティイスト、ドラァグクイーン、著作家、映画評論家。宮城県出身。宮城県仙台第一高等学校卒業。

## 略歴
- 1992年 金沢舞踏館舞台美術担当　ドイツカッセルドクメンタ9参加、他フランスパリ他海外芸術祭参加。
- 1995年 水の波紋展　インスタレーション出品（ワタリウム美術館主催）
- 1996年 金沢工業大学大学院修士課程修了、磯崎新アトリエ入社
- 1999年 本厚木SHOWPUB/LUNA壁画・照明担当
- 2006年 カッティングエッジ2006　バンタンデビューコレクション審査員
- 2007年 カッティングエッジ2007　バンタンデビューコレクション審査員

## 展覧会
- 1998年 三人展（今井アレクサンドル、ジン・ヨハネス）＠ギャラリーSO、イラスト個展＠ギャラリーVAL、「さまざまな眼96　-ONENESS-」＠川崎IBMギャラリー（アズビー・ブラウン）
- 2001年 『WIG★WIG★WIG』展（インスタレーション）＠原宿フォレット、RES FEST EXHIBITION展＠サーチ&サーチギャラリー
- 2002年 『鏡★鏡』展（絵画、インスタレーション）＠原宿フォレット
- 2003年 VIVIENNE EXHIBITION@COCOLO CAFE（6/1-6/30新宿）、「444Dugong Chain-Action」＠ラフォーレミュージアム原宿、ARTED ON...EXILIM」展＠gallery ROCKET（10/24-10/29）、「THE PROCESS OF“ARTED ON...EXILIM”」展＠ROCKET 1F（12/12-12/28）、VIVIENNE SATO EXHIBIT＠青山IRI（旧真空管）（11/24-12/20）
- 2004年 「love&suger」（飯島愛×ヴィヴィアン佐藤）展＠六本木 momo gallery（3/13-4/2）、vivienne sato exhibition＠青山sign gallery（3/29-4/11）、VIVIENNE SATO SOLO EXHIBITION＠銀座PEPPAERSLOFT GALLERY（4/19-24）、ジャック＝アンリ・ラルティーグ『J.H.ラルティーグの優雅で幸せな写真生活』展＠KMOPA清里フォトミュージーアム（6/26-10/24）
- 2005年 VIVIENNE SATO EXHIBITION＠高輪・啓祐堂（2/18-28）
- 2006年 映画『ピンクナルシス』関連個展＠渋谷SPUMA、@外苑前OFFICE、＠渋谷CONCEAL、

## 主な仕事

### ディスプレイ
- 2003年　バーニーズ・ニューヨークウィンドウディスプレイ（新宿店・横浜店）、ヴーヴ・クリコハロウィンウィンドウディスプレイ＠青山ラスチカス、ヴーブ・クリコ/ラ・ユンヌウィンドウディスプレイ＠青山ハナエモリビル
- 2006年　ランバン ディスプレイ＠恵比寿ロブション、MILK FED ディスプレイ＠代官山ショウルーム

### 内装
- 2005年　原宿ショップ『nut』内装設計施工、青山『シン・シティ』内装設計（一部壁画も担当）

### 製作
- 2005年　『BOLD』ファッションショウ　障害者用歩行器一体、車椅子二体制作＠スウェーデン大使館、野宮真貴ライブ舞台美術（鉄製クリノリンドレス製作）＠新木場STUDIO COAST（ageHa）、野宮真貴展（インスタレーション）＠原宿フォレット、岡山GARDEN鏡台製作
- 2006年　山口小夜子　朗読パフォーマンス　舞台美術＠大阪堺市リーガロイヤル、＠松岡正剛連塾　時事通信ホール、＠東京国立近代美術館ホール、山口小夜子パフォーマンス『日本のアートジュエリー展』＠国立美術館工芸館
- 2007年　川瀬智子・野田凪棺桶家具製作、ヤマハキーボードD-DECKスタンド製作、吉田ユニサイト題字製作、横浜関内CLUBCOOLシャンデリア・オブジェ製作

### 書籍
- 山口椿の挿し絵カヴァーイラスト多数担当。
- フィルムメーカーズ「スタンリー・キューブリック」 巽孝之編集 （キネマ旬報）執筆。
- 異形コレクション「水妖」「屍者の行進」 井上雅彦著 （廣済堂出版）扉絵＆執筆。
- 「夢魔たちの宝箱」 井上雅彦著 （メディアファクトリー）表紙担当。
- 「我が汚辱の世界」 天野哲生著 （毎日新聞社）カヴァー絵担当。
- 「シークレット・オヴ・ドラアククイーン」 （北尾堂）執筆。
- 「ビッチズライフ」 韮沢靖著 （グラフィック社）イラスト担当。
- 「ユートピアの期限」 巽孝之著 （慶應義塾大学出版）表紙担当。

### 雑誌・新聞
「東京ウォーカー」「ARIGATT」「AERA」「S」「ゴシック・アンド・ロリータバイブル」「流行通信」「リトルモア」「ATTIVA」「TITLE」「VOGUE NIPPON」「BT/美術手帖」「BRUTUS」「THE SIGN TIMES」「S&Mスナイパー」「pen」「FIGARO」等多数。「朝日新聞」「ジャパンタイムズ」「ART iT」「週刊金曜日」「ゆかいライフ 」

### テレビ
「トゥナイト」「新・モンド研究所」「街角の君たち」（テレビ朝日）、「2時ドキッ!」（関西テレビ）等多数出演。

### ポータルサイト
「PRISM BAR」（compass tv製作）

### ラジオ
「listen to the movie（レギュラー）」（FM横浜）

### 公演協力、執筆
- 2003年　フィリップ・グラス・アンサンブル『コヤニスカッツイ』『ナコイカッツイ』ライブ＠すみだトリフォニーホール (10/17、10/18) 公演協力・パンフレットコメント執筆
- 2005年　騎馬オペラ・ジンガロ＠木場公園内特設シアター（3/12-5/8）公演協力、PHILIP ON FILM『美女と野獣』『魔人ドラキュラ』（フィリップ・グラスライブ）＠Bunkamuraオーチャードホール・公演協力・パンフレット執筆
- 2007年　野宮真貴JOY公演＠青山スパイラル宣伝協力・小道具製作

### 映像プロモーション協力
『トゥルーへの手紙』（ブルース・ウェーバー）、PHILIP ON FILM『美女と野獣』『魔人ドラキュラ』（フィリップ・グラス）、『NAQOYQATSI ナコイカッツイ (LIFE AS WAR)』、『パーティ★モンスター』『歓楽通り』『ミッドナイトムービー』『ローズ・イン・タイドランド』、『ポプラル!』『ラストデイズ』『カルチャー・クラブライブ』『リトル・ブリテン』『エコール』『拘束のドローイング9』『ピンクナルシス』『朱霊たち』『CROSSING THE BRIDGE』 『ポラット』『SHORTBUS』『馬頭琴夜想曲』『インランド・エンパイア』『アバウト・ア・サン カート・コバーン』『アズールとアスマール』『エディット・ピアフ 愛の讃歌』『不認可 歌舞伎町ひよこ組』『いのちの食べかた』『ラスト、コーション』『タクシデルミア』

### 参加イベント
- 2004年　ヴィヴィアン佐藤のトークライブ「デカダンDE相談」（9/25）、金沢21世紀美術館開館記念イヴェント＠KANAZAWA8HALL（10/9）、OSMOSIS　浸 透 -デザインの文脈-＠六本木AXIS（12/10-12/26）
- 2007年　GRACE10周年イヴェント＠綱町三井倶楽部イラスト提供・イヴェント製作協力、サノバラウド＠on air east インスタレーション